# Kuchera
Kuchera è una suddivisione dell'India, classificata come municipality, di 19.563 abitanti, situata nel distretto di Nagaur, nello stato federato del Rajasthan. In base al numero di abitanti la città rientra nella classe IV (da 10.000 a 19.999 persone).

## Geografia fisica
La città è situata a 26° 59' 2 N e 73° 58' 19 E e ha un'altitudine di 300 m s.l.m..

## Società

### Evoluzione demografica
Al censimento del 2001 la popolazione di Kuchera assommava a 19.563 persone, delle quali 10.150 maschi e 9.413 femmine. I bambini di età inferiore o uguale ai sei anni assommavano a 4.834, dei quali 2.530 maschi e 2.304 femmine. Infine, coloro che erano in grado di saper almeno leggere e scrivere erano 9.689, dei quali 6.646 maschi e 3.043 femmine.